# Sosnówka (powiat wąbrzeski)
Sosnówka – osada w Polsce położona w województwie kujawsko-pomorskim, w powiecie wąbrzeskim, w gminie Ryńsk. Wchodzi w skład sołectwa Trzciano.
Według podziału administracyjnego Polski obowiązującego w latach 1975–1998, miejscowość należała do województwa toruńskiego.